# Vaxholm (gemeente)
Vaxholm is een Zweedse gemeente in Uppland. De gemeente behoort tot de provincie Stockholms län. Ze heeft een totale oppervlakte van 110,2 km² en telde 9904 inwoners in 2004.
De gemeente ligt op het eiland Vaxön, dat deel uitmaakt van de scherenkust van Stockholm.

## Plaats
- Vaxholm (stad)
- Resarö
- Oskar-Fredriksborg
- Kullö